# 張士亨
張士亨（17世紀—17世紀），字用行，號石虹，湖廣辰州府漵浦縣人，明朝、南明政治人物。

## 生平
張士亨為人清敏，在家以孝順聞名，崇禎八年（1635年）成選貢，十五年（1642年）擔任安義知縣，在當地修築城郭、訓練鄉勇，又剿滅鄰縣流寇李肅七肅十，恢復社倉法救濟饑民，得人民立生祠，號為「張父」。之後他陞為九江總制軍前江防同知，左夢庚帶兵南下，士兵鼓譟剽掠，他獨自帶同糧餉謁見平息亂象；永曆時擢任上湖南道參議，署任兵備僉事，國亡後杜門不出，自號「淇圍處士」，六年後去世，著有《平寇紀畧》、《竹香詩集》。

## 引用
1. 1 2  錢海岳《南明史·卷六十三·列傳第三十九》：同（田闢）時（永曆）湖廣司道之可紀者：……張士亨，字用行，漵浦人。選貢。投安義知縣，平李肅十亂，兵後修城濠，復社倉，活人無算。遷九江同知，止左夢庚兵。累擢上湖南參議。國亡杜門。
2. ↑  同治《安義縣志·卷六·職官志》：張士亨，湖廣漵浦人，選貢，崇正末年知縣事，修城郭、練鄉勇，長材遠畧，上台契之。時鄰邑李肅七肅十為寇，士亨奉檄勦撫，民賴以安，著有《平寇錄》；又左兵南下鼓譟剽掠，監者不能制，士亨單騎餽餉謁經畧，兵始戢，隨陞總制軍前同知。 陳志
3. ↑  乾隆《漵浦縣志·卷十五·人物》：張士亨，字用行，號石虹，崇禎乙亥拔貢，除安義令，仕終九江府江防同知。士亨為人清敏，家居以孝友聞。其宰安義也，為明思宗十四年流賊披猖，土寇竊發，州之旁郡皆陷，士亨多方綏緝，孤城安堵；先是安邑城垣圯，士亨庀材鳩工、完陴浚濠，數月而竣，復社倉法，歲饑全活甚眾，民立生祠號為張父。在任三年擢授九江同知，歷署兵備僉事，尋以親老解官，乙酉歸里杜門不出，自號「淇圍處士」，又六年卒於家，所著有《平寇紀畧》、《竹香詩集》。